# Ordre de bataille unioniste de McDowell
L'ordre de bataille unioniste de McDowell présente les unités et commandant de l'armée de l'Union qui ont combattu le 8 mai 1862 lors de la bataille de McDowell de la guerre de Sécession. L'ordre de bataille confédéré est indiqué séparément.

## Abréviations utilisées

### Grade militaire
- Major général
- Brigadier général
- Colonel
- Lieutenant colonel
- Commandant
- Capitaine
- Premier lieutenant

### Autre
- (b) = blessé
- mb = mortellement blessé
- † = tué
- (PDG) = capturé

## Département de la montagne
Major général John C. Frémont (absent)

### Forces de l'Union autour de McDowell
Brigadier général Robert H. Milroy
 Brigadier général Robert C. Schenck
| Brigades                                               | Regiments and Others |
| ------------------------------------------------------ | --- |
| Brigade de Milroy Brigadier général Robert H. Milroy   | - 12th Ohio Infantry : Colonel Carr B. White - 25th Ohio Infantry : Lieutenant colonel William P. Richardson - 32nd Ohio Infantry : Lieutenant colonel Ebenezer H. Swinney - 73rd Ohio Infantry : Commandant Richard Long - 75th Ohio Infantry : Colonel Nathaniel McLean - 2nd West Virginia Infantry : Colonel George R. Latham - 3rd West Virginia Infantry : Lieutenant colonel Francis W. Thompson - Battery I, 1st Ohio Artillery : Capitaine Henry F. Hyman - 12th Ohio Battery : Capitaine Aaron Johnson - 1st West Virginia Cavalry : Colonel Nathaniel P. Richmond |
| Brigade de Schenck Brigadier général Robert C. Schenck | - 82nd Ohio Infantry : Colonel James Cantwell - 5th West Virginia Infantry : Colonel John L. Ziegler - 55th Ohio Infantry : Colonel John C. Lee - 1st Connecticut Cavalry : Colonel Brayton Ives - Batterie K du 1st Ohio Artillery : Capitaine William L. DeBeck |